# Катип Касъм
„Катип Касъм“ (на турски: Katip Kasım) е квартал на Истанбул, разположен в градска околия Фатих. Общата му площ е 0,17 км2. Според данни на Адресната система за регистриране на населението (ABPRS) към 2024 г. населението на „Катип Касъм“ е 1275 жители.